# Ferme fortifiée des Brouzes
Pour les articles homonymes, voir Brouzes.
La ferme fortifiée des Brouzes est une ferme fortifiée située sur le causse du Larzac au lieu-dit Les  Brouzes sur la commune de Saint-Georges-de-Luzençon, dans le département de l'Aveyron, en France.

## Historique
Cette ferme constitue un ensemble exceptionnel datant de 1491.
L'édifice est classé au titre des monuments historiques en 1990.

## Galerie

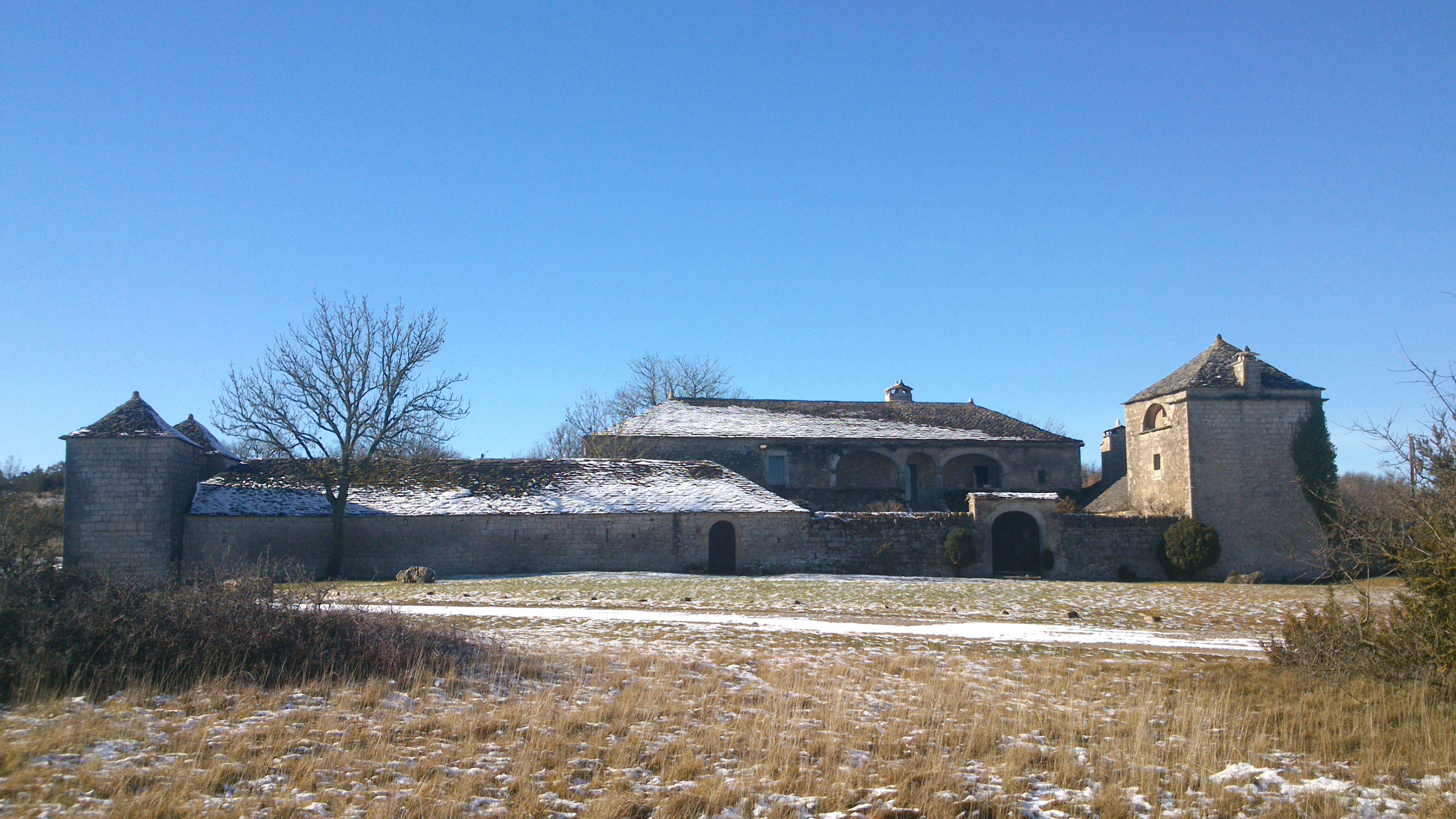
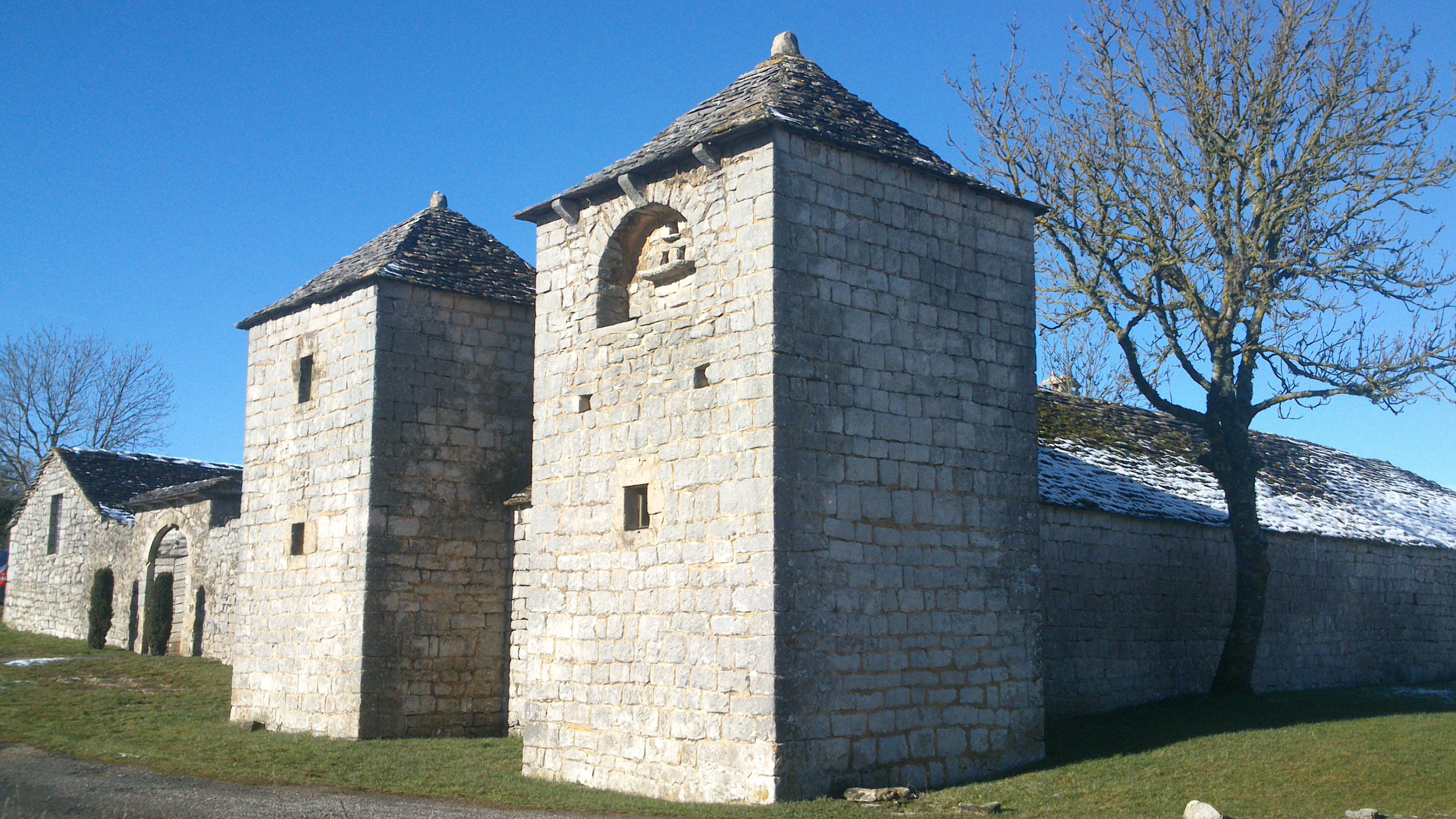
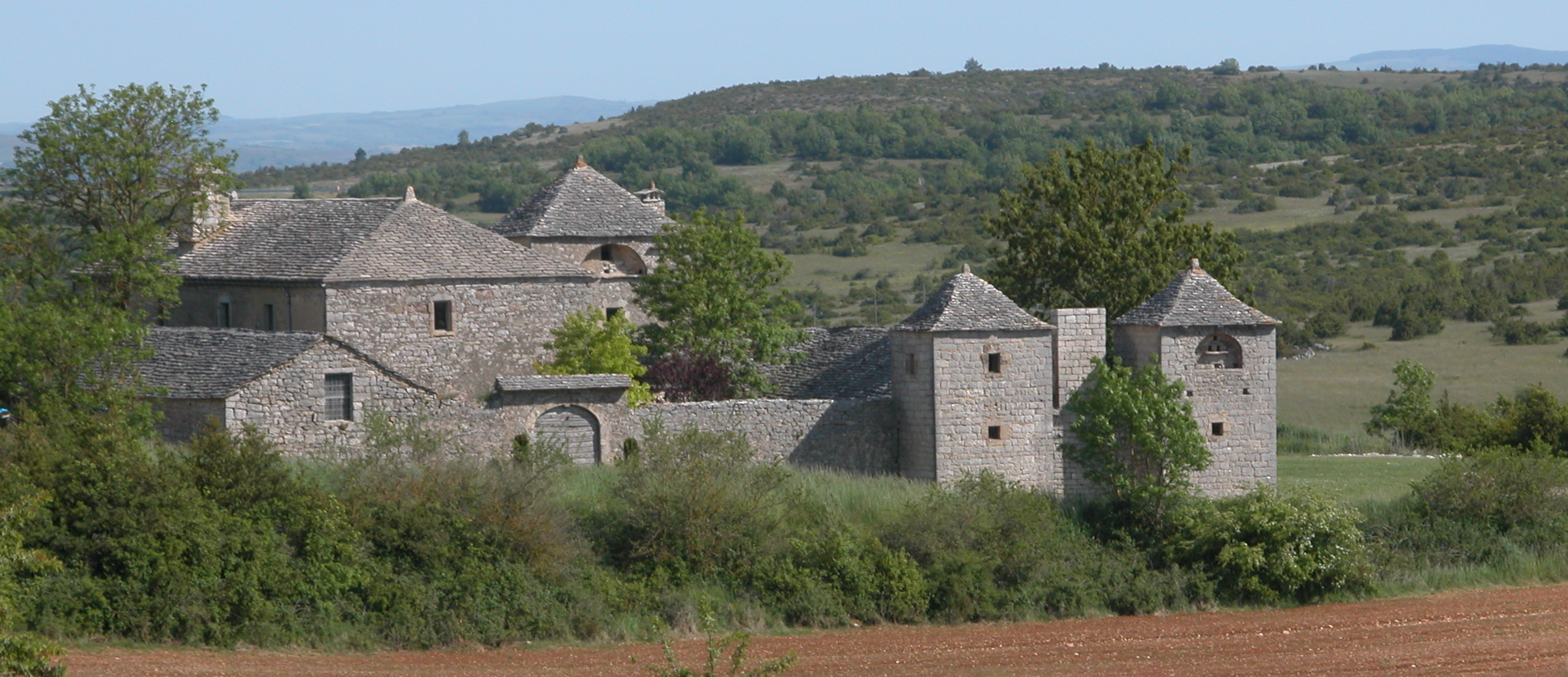